# Saint-Savournin
Saint-Savournin es una comuna francesa situada en el departamento de Bocas del Ródano, en la región de Provenza-Alpes-Costa Azul. Forma parte de la Metrópoli de Aix-Marsella-Provenza.

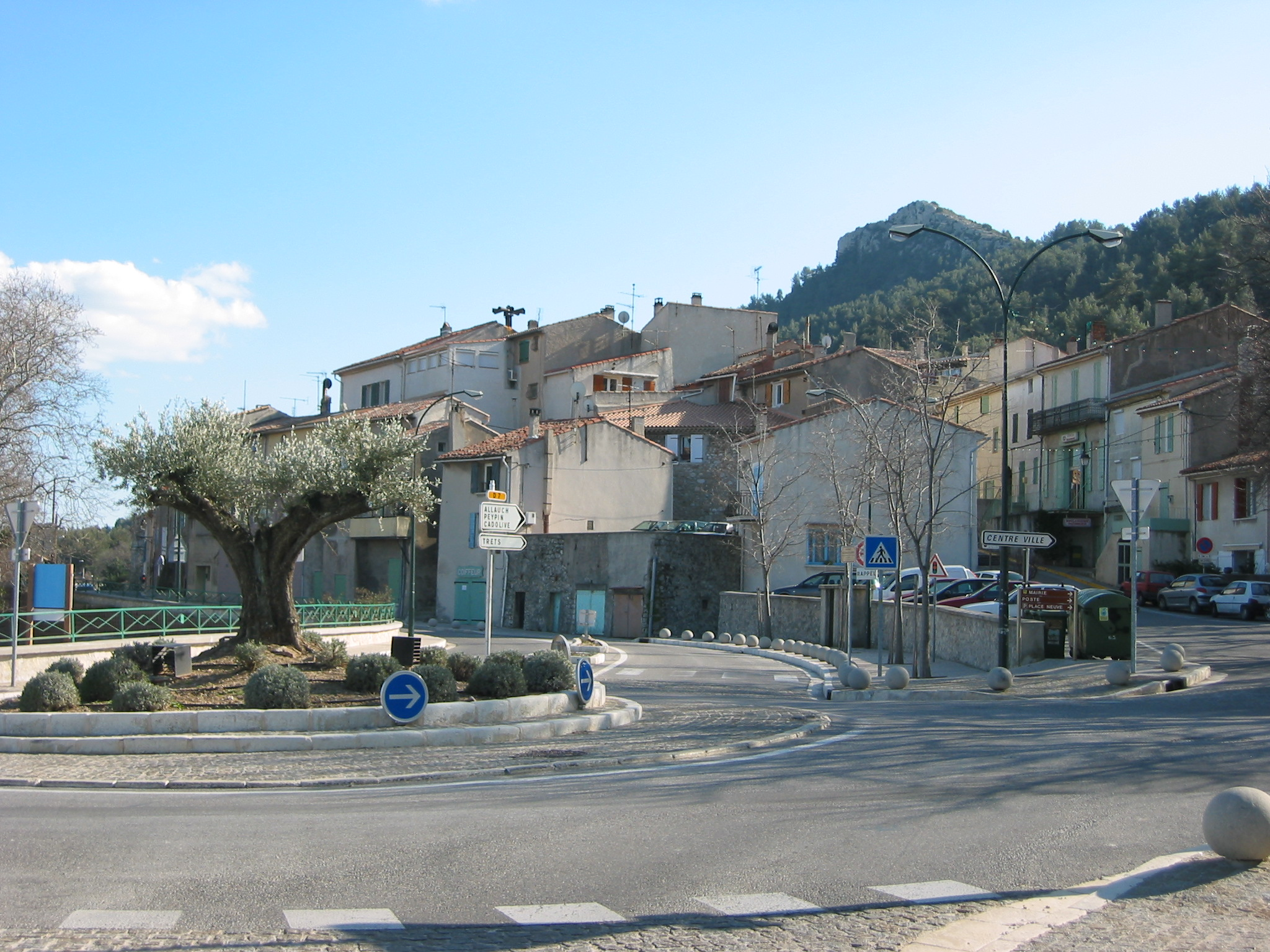
Saint-Savournin después de la entrada oeste

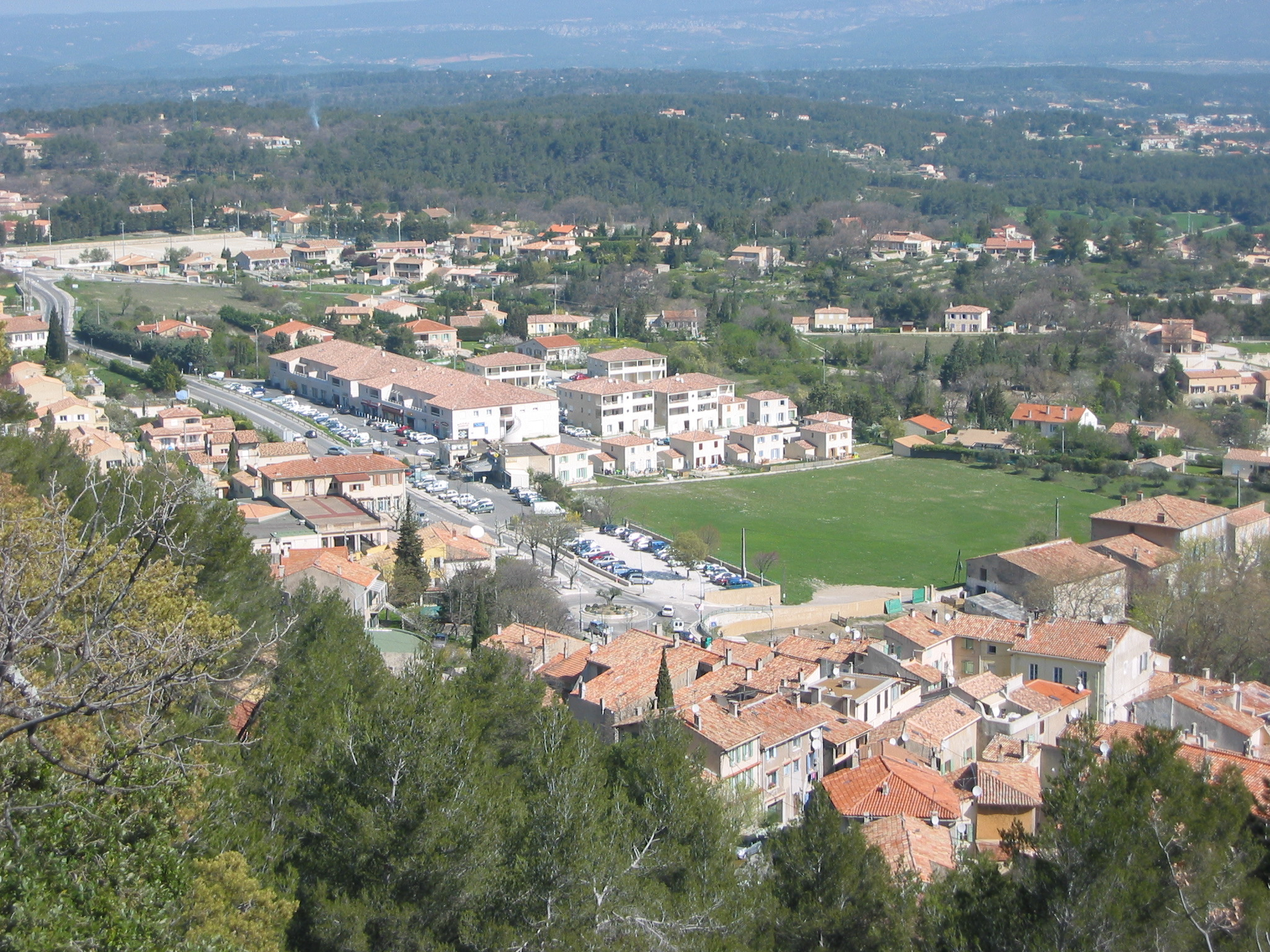
Saint Savournin

- Datos: Q675839
- Multimedia: Saint-Savournin / Q675839

1. ↑  Worldpostalcodes.org, código postal n.º 13119.
2. ↑  INSEE, Datos de población para el año 2012 de Saint-Savournin (en francés).